# Mellac
Mellac é uma comuna francesa na região administrativa da Bretanha, no departamento Finisterra. Estende-se por uma área de 26,41 km². Em 2010 a comuna tinha 3 261 habitantes (densidade: 123,5 hab./km²).